# 대왕소나무
대왕소나무(학명: Pinus palustris 피누스 팔루스트리스[*])는 미국 동남부가 원산인 소나무 종으로, 해안 분지를 따라 텍사스주 동부에서 버지니아주 남부에 이르기까지 발견되며, 플로리다주 북부 및 중부에까지도 뻗어있다. 수고는 30~35m에 달하며 흉고직경은 0.7m이다. 미국 남부의 문화 상징이며, 앨러배마주의 공식 주수이다. 대왕소나무는 노스캐롤라이나주의 주수 후보군에 있던 여덟 소나무 종 가운데 하나이기도 하다.

## 특징

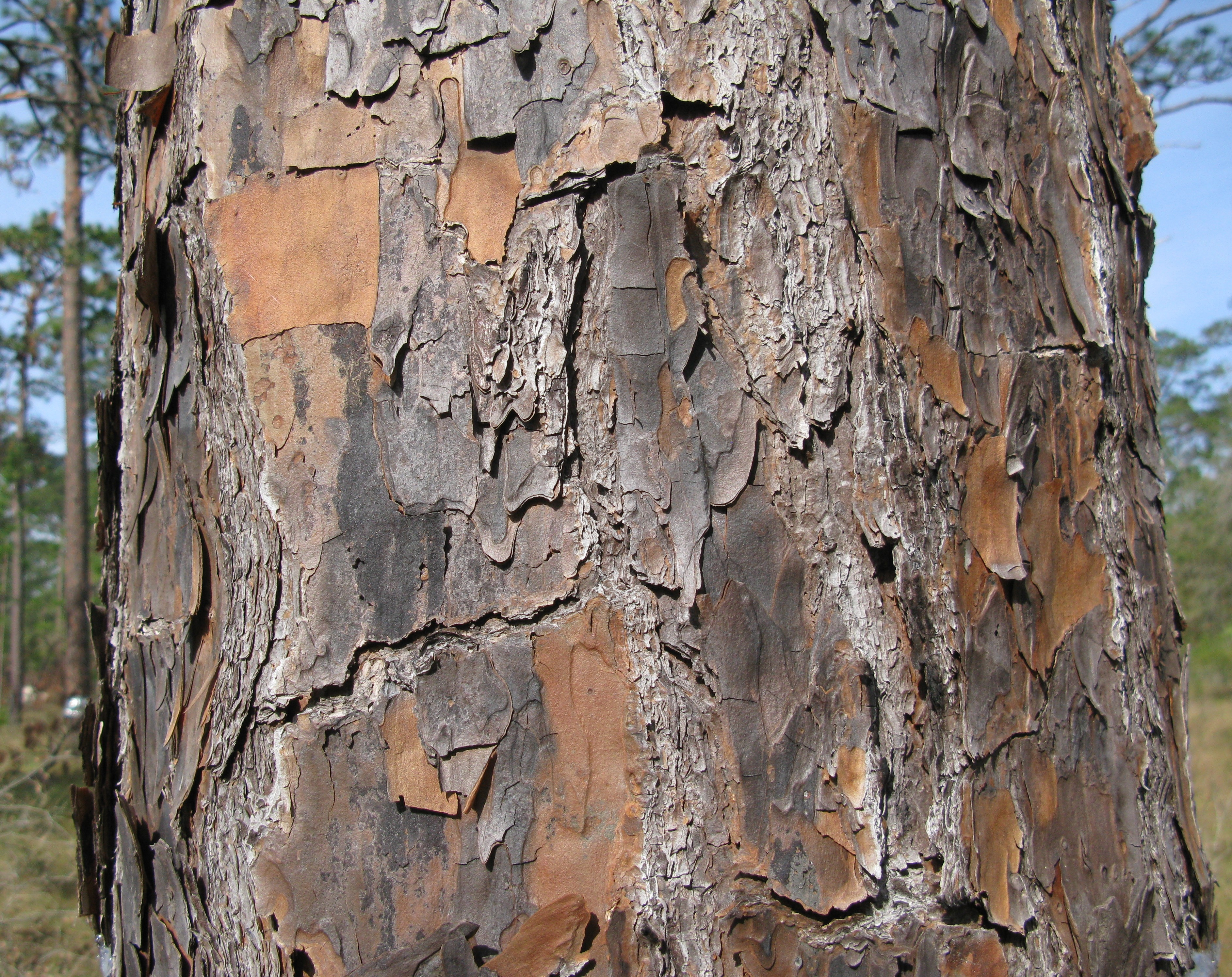
대왕소나무의 나무껍질을 확대한 사진.

나무껍질은 두껍고 적갈색이며, 비늘형이다. 잎은 암녹색이고 침엽형이며, 잎이 세 개씩 나며, 특히 싹이 날 때에 두 개 또는 네 개의 잎이 난다. 잎은 꼬여있으며 길이는 20~45cm이다. 노스캐롤라이나주 로킹햄 근처의 만에서 서식하는 P. palustris의 지역 레이스의 경우 길이가 최대 61cm인 침엽을 가지고 있다.
암구화수(구과)와 수구화수 발아 전에 생육 계절 동안 시작하게 된다. 수구화수는 7월에 순이 형성되는 한편, 암구화수는 8월에 비교적 짧은 기간 동안 형성된다. 수분은 이듬해 봄 초반에 일어난다. 수구화수는 길이가 3~8cm이다. 암구화수는 수분 후 약 20개월 뒤에 성숙해, 황갈색으로 익고 구과의 길이는 15~25cm, 폭은 5~7cm이 된다. 크기는 작지만 뾰족하고 아래로 향한 가시가 각각의 인편 중간 부분에 달린다. 종자는 길이가 7~9mm이며, 날개의 길이는 25~40mm이다.
대왕소나무는 수령이 100~150살에 이르면 최대 크기에 이르며, 500살까지 살 수 있다. 나무가 어릴 때에는 길다란 직근을 생장시키며, 길이는 2~3m에 달한다. 나무가 성숙해지면 일부 깊이 박혀있는 뿌리에서 측근이 넓게 뻗어나간다. 대왕소나무는 잘 배수되는 사토나 사양토에서 자라며, 특징대로 순수한 임분을 이룬다.
또한 대왕소나무는 남부노란소나무로 묶이는 여러 종 중 하나로 알려져 있기도 하다. 또는 대왕노란소나무, 과거의 피치소나무 (리기다소나무 영칭과 혼동할 수 있는 영칭)으로 그룹화된 여러 종 중 하나로도 알려져 있다.

## 어원
종소명 palustris는 라틴어로 '습지'를 뜻하며 대왕소나무의 주 서식처를 가리킨다. 종소명은 일시적인 겨울 홍수로 인해 대왕소나무의 숲이 물에 잠긴 것을 보고 이 종을 기재한 필립 밀러의 오해에서 비롯된 것이다.

## 생태

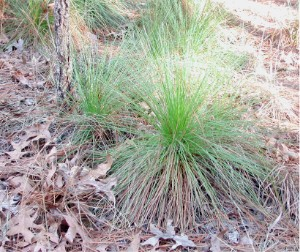
사우스캬롤라이나주 조지타운 부근의 대왕소나무의 싹

대왕소나무는 방화수(산불에 잘 버틴다.)이다. 두꺼운 수피 및 생장 습성은 화재저항성에 도움이 된다. 주기적 자연산불 및 인위 화재는 다른 종 간의 경쟁을 제거시키고 맨 땅을 드러내어 종자의 성공적인 발아로 이 종을 선택시킨다.:58–59 중간 크기 나무(수관 중층이라고 부른다)의 결여는 개방림 또는 초지로 이어진다. 새로운 새싹은 전혀 나무 같지 않으며 가시투성이의 암녹색 분수 같다. 이 모습을 미국에서는 '풀 단계'라고 부른다. 이 단계는 5~12년이 걸리며, 수직성장이 매우 느리고, 발목 높이까지 수 년이 걸린다. 특히 나무 낙하 간격에 있거나 수관이 위에 없을 경우 그 후 성장 급등이 온다. 풀 단계에서는, 정아가 침엽에 단단히 싸여있어 치명적인 열로부터 보호받기 때문에 저강도 화재에 있어서는 매우 저항적이다. 이 시기에는 화재에 비교적 면역이 있지만, 야생 돼지에게는 매우 매력적인 식물이다. 초기 정착민들이 돼지를 숲에 방목하던 습관이 이 종의 개체 수 감소에 일부 영향을 미쳤을 가능성이 있다.
대왕소나무 숲은 생물다양성이 풍부하다. 식믈 다양성의 고단계가 사초과, 풀, 식충식물, 및 난초를 포함하는 그룹으로 잘 문서화되어 있다. 이 숲은 또한 핵심종인 고퍼거북에게 서식지를 제공하는데, 이 거북은 수 백 종의 다른 동물에게도 서식지가 되는 굴을 판다.
붉은머리딱따구리는 성숙림에 의존하고 있으며, 대왕소나무 숲의 감소로 인해 현재 멸종 위기에 처해 있다. 대왕소나무의 씨앗은 크고 영양분이 있어, 새들(특히 갈색머리동고비)의 중요한 먹이 제공원이 된다. 도롱뇽 아홉 종 및 개구리 26종이 살고 있다는 것은 소나무 초원의 특징이 되며, 그 중 13종이 파충류 56종과 함께 이 서식지의 전문 종으로 취급받을 수 있다.
플로리다주 및 조지아주의 레드 힐스 지역은 가장 잘 보존된 대왕소나무 임분 일부가 있는 곳이다. 이 숲에서는 수십 년 동안 사람들이 사유지 내 사냥 농장에 메추라기 서식지를 조성하기 위해 주기적으로 화재를 일으켰다.

## 원산지의 보호 및 복구

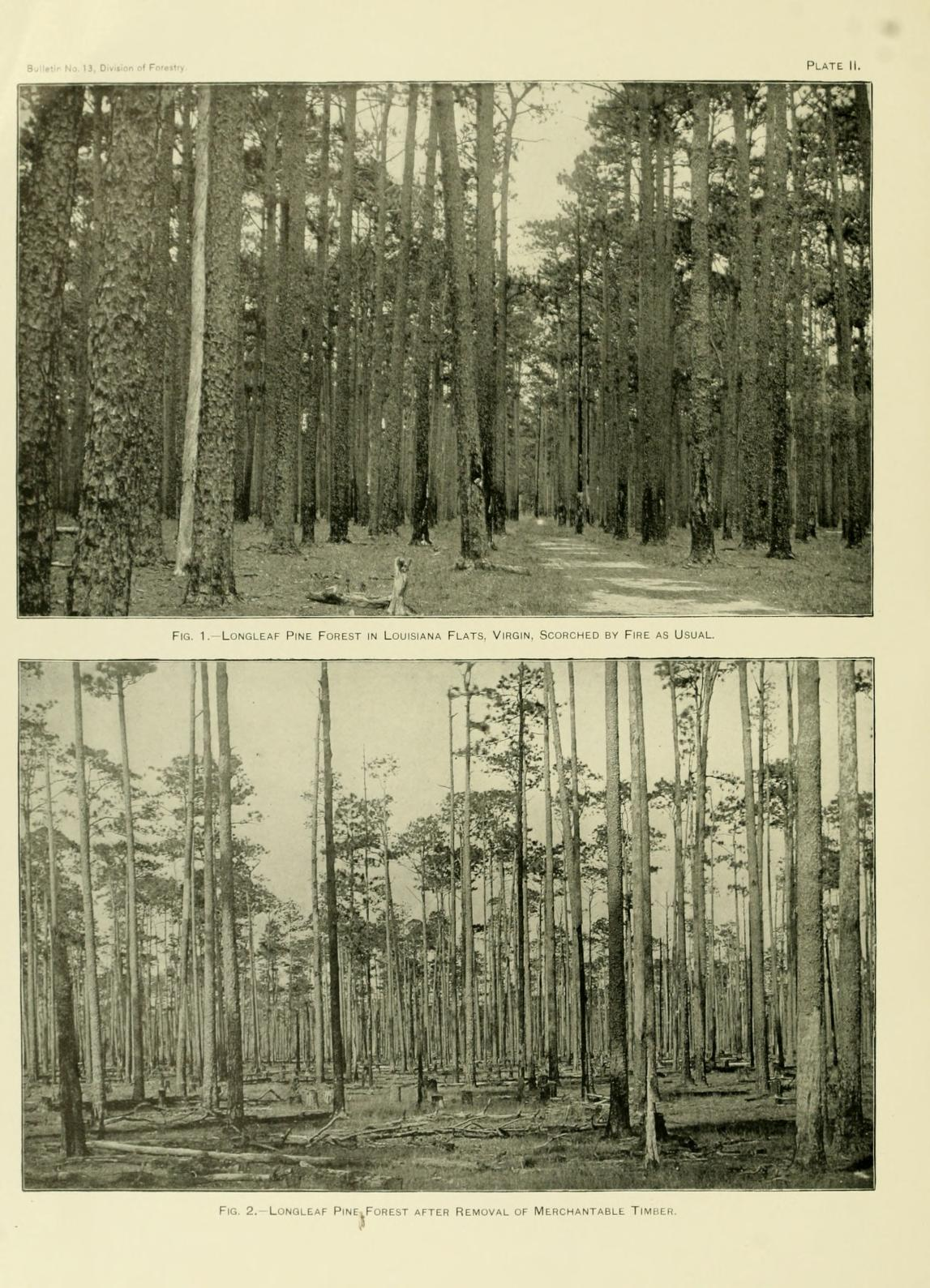
불에 그을린 오래된 대왕소나무 임분 (상단); 나무가 제거된 후의 대왕소나무 임분 (하단)

유럽인 정착지가 들어서기 전, 대왕소나무 숲은 플로리다주 및 서부에서 텍사스주 동부까지 뻗어
90,000,000 에이커 (360,000 km2) 정도를 우점하고 있었다. 그 서식 범위는 사람이 불을 붙인 빈번한 대규모 화재로 규정되었고 남동부 전역에서 대왕소나무림이 자연 발생했다. 19세기 말, 수령이 젊은 목재 임분은 '당시 미국에서 가장 인기 있는 목재 중 하나'였다. 이 풍부한 생태계는 현재 화재 방지 및 개벌 목적으로 인해 정착 이전 범위의 5% 미만으로 축소되었다.
벌목꾼들은 숲에서 나무를 베어내면서 불에 잘 타는 잔해를 남겨 종종 재앙에 가까운 화재를 불러일으켰으며, 이것이 그나마 남아 있던 나무와 묘목까지 파괴했다. 벌목 작업으로 인해 노출된 땅은 침식이 쉽게 일어났고, 토양은 이미 구멍이 많아 영양분이 씻겨 나갔다. 이로 인해 자연스러운 종자 생성 과정이 더욱 파괴되었다. 1890년대와 20세기의 첫 10년 동안 벌목이 절정에 달했을 때, 샌드힐스의 대왕소나무 숲은 매년 수백만 보드피트의 목재를 공급했다. 벌목꾼들은 점차 남쪽으로 이동했다. 이로 인해 1920년대까지 '한계 없는' 젊은 소나무 숲은 대부분 사라졌다.
— "ASLC Large Operation from Beginnings", 제리 사이먼스
하루 종일 '소나무 황무지'에 있었다. 낮고 평평하며 모래가 많은 지역에, 소나무끼리 간격이 넓게 떨어져 있었고, 햇볕이 잘 드는 공간은 리아트리스, 길고 지팡이 같은 미역취, 톱야자나무 등 아름다고 풍족한 초목이 가득 차 있었고, 정원 형태로 땅을 덮고 있었다. 여기서 나는 자유 속에서 즐겁게 거닐면서, 충적토에 있는 고양이발톱덩굴 또는 관목류, 그 어느 것도 만나보지 못했다.
– 존 뮤어

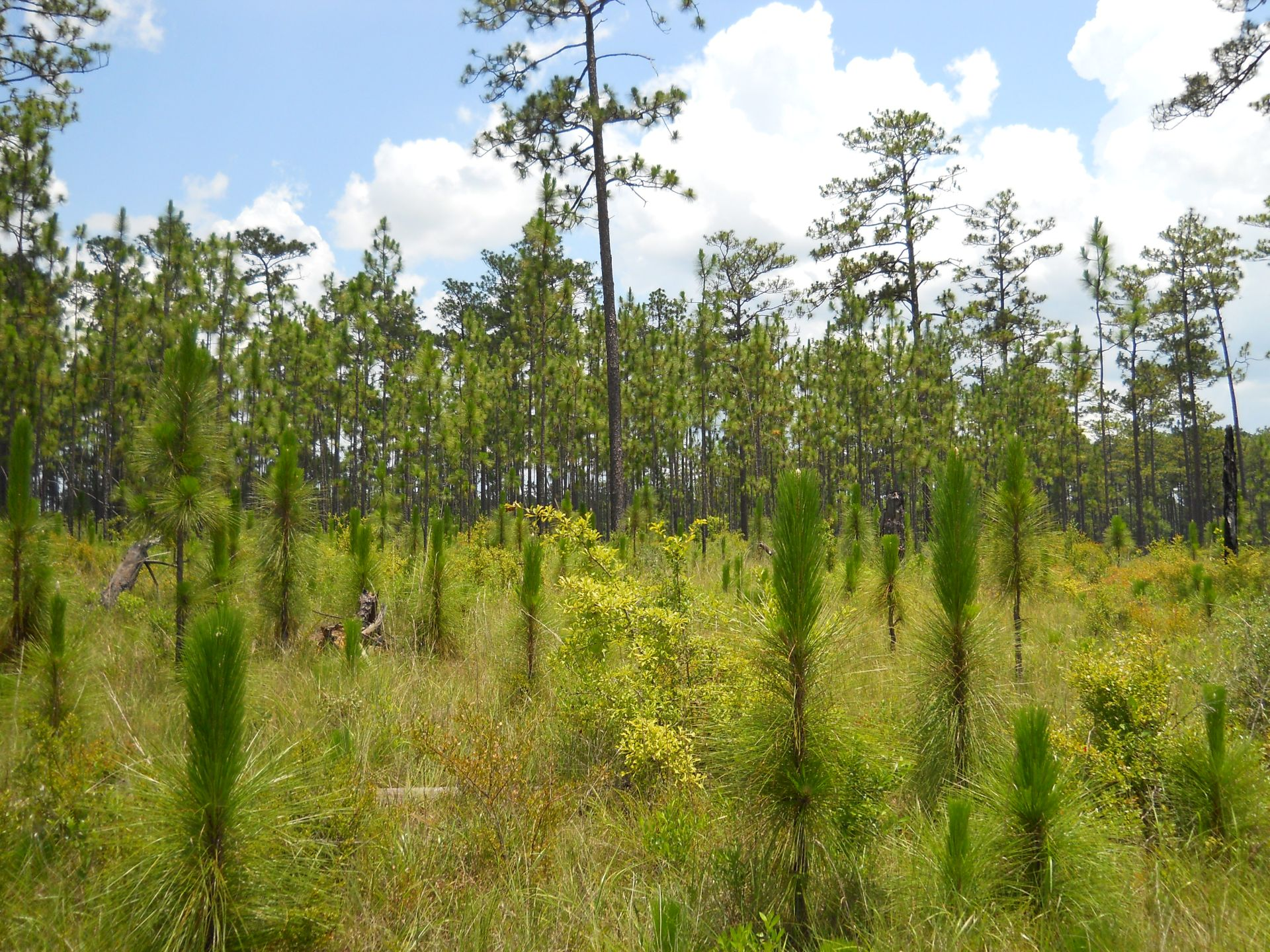
자연 재생한 대왕소나무(미시시피주 데소토 국립 산림공원(DeSoto National Forest)

자연 서식지 내에서 대왕소나무 생태계를 복원하려는 노력이 진행 중에 있다. 대왕소나무연합(Longleaf Alliance)과 같은 일부 단체의 경우, 대왕소나무에 대한 연구, 교육 및 관리를 적극적으로 홍보하고 있다.
USDA는 NRCS 대왕소나무 계획을 통해 대왕소나무 복원을 위해 개인 토지 소유자에게 비용분담 및 기술 지원을 제공한다. 비슷한 프로그램이 대왕소나무의 원산지에 있는 대부분의 주립 산림기관에서 이용 가능하다. 2009년 8월, 앨라배마주 산림위원회는 주유림 내의 대왕소나무를 복원하기 위해 175만 7천 달러의 경기 부양 자금을 지원받았다.
종 범위 내의 4개의 큰 핵심 구역은 해안 평야의 생물 다양성을 보호하고 미시시피강 동부의 야생구역을 복원시키기 위한 기회를 제공한다. 이 네 곳(에글린 공군 기지: 187,000ha 이상; 아팔라치콜라 국유림: 228,000ha 이상; Okefenokee-Osceola 국유림: 289,000ha 이상; 데 소토 국유림: 200,000ha 이상)은 각각 인근에 토지가 있어 각 지역의 총 보호 구역을 500,000ha를 훌쩍 넘어 확장할 수 있는 잠재력이 있다. 이러한 지역은 산림을 복원할 수 있는 기회 뿐만 아니라, 지역 파편화로 위협받고 있는 고유 동식물의 개체수를 복원할 수 있는 기회도 제공한다.
노스캐롤라이나주의 중앙 산록지대의 우와리 국유림(Uwarie National Forests) 안에 주목할만한 특이한 개체목들이 존재한다.
이러한 유산은 비교적 접근하기 어려운 데다, 20세기에 개인 토지 소유자가 의도적으로 보호한 덕분에 살아남을 수 있었다(현재는 노스캐롤라이나주 중부 토지신탁이 소유하고 보존하고 있다).

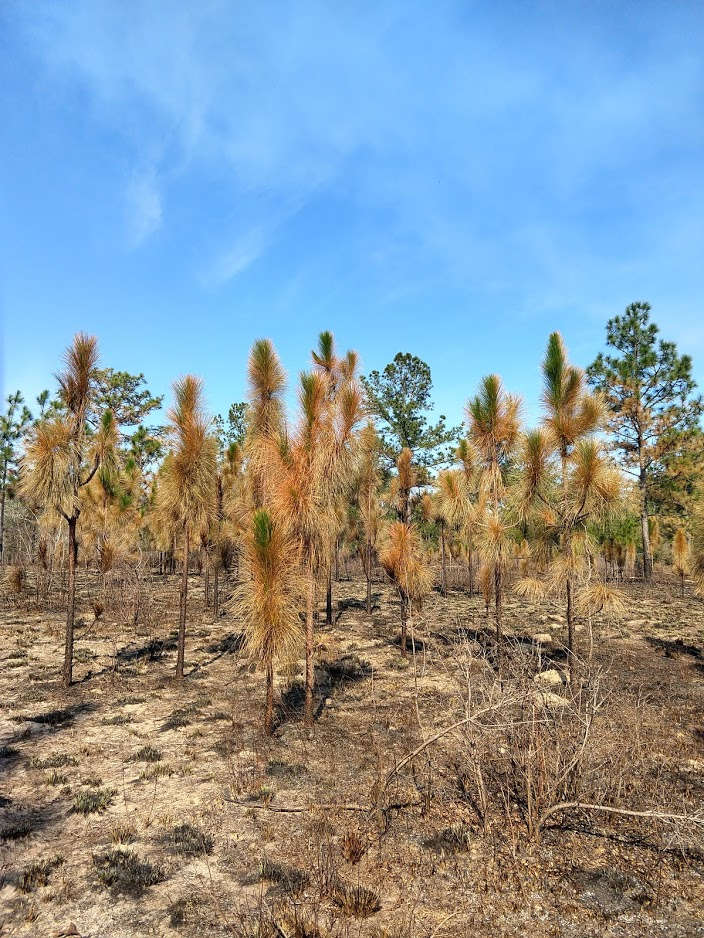
불에 탄 이후의 대왕소나무 치수들. 모든 나무가 여전히 살아있다.

미국 산림청은 사우스캐롤라이나주의 찰스턴 외곽에 위치한 258,864 에이커 면적의 프랜시스 마리언 국유림(Francis Marion Forests)에서 규정된 소각 프로그램을 진행하고 있다. 2017년에 44,700 에이커 (181 km2) 그리고 장기간 동안 53,500 에이커 (217 km2)까지 대왕소나무 숲의 유형을 확대할 계획이라고 밝혔다. 대왕소나무 복원 외에도 규정된 소각은 멸종 위기에 처한 붉은머리딱따구리가 선호하는 공원과 비슷한 임분 등의 개방된 서식지를 개선하고, 매우 제한적인 풀과 관목 서식지에 의존하는 야생 동물의 서식지를 제공하며, 산불로 인한 피해 위험을 줄일 수 있다.
1960년대 이래로 사우스캐롤라이나주 샌드힐스 지역의 산록지대와 해안 평야 사이에 있는 주립 및 연방 소유지 약 95,000에이커에서 대왕소나무 복원 작업이 진행되었다. 이 지역은 선사시대 바다 시절부터 퇴적된 깊고 비옥하지 않은 모래가 특징이며, 보통 건조한 기후를 가지고 있다. 1930년대 즈음, 토종 대왕소나무의 대부분이 벌목되었고 땅은 심하게 훼손되었다. 1935~1939년 사이에, 연방정부는 재정착 행정에 따른 구제 조치로서 이 지역의 토지 소유자에게서 커다란 부분을 할양받았다. 이들 토지 소유자들은 더 비옥한 다른 땅으로 이주했다. 오늘날, 사우스캐롤라이나 샌드힐스 주유림이 그 토지 면적의 절반을 차지하며, 나머지 절반은 인접해 있는 캐롤라이나주 샌드힐스 국립야생동물보호구역으로, 미국 야생보호청이 소유하고 있다. 처음에는 산림 면적을 복원하는 것이 목표였다. 1960년대까지 화재 방지 활동이 이루어졌으며, 이 때 주유림에 화재 규정 및 샌드힐스 NWR이 도입되었는데, 대왕소나무 및 바랭이 생태계 복원의 일환으로서였다.
노쿠세 플랜테이션은 플로리다주 펜사콜라 동부에서 약 100 마일 부근에 위치하는 53,000 에이커 면적의 사유 자연보호구역이다. 이 곳을 세운 사람은 토지와 광물권을 사고 파는 것으로 재산을 모은 부유한 자선가인 M.C. 데이비스로, 주로 목재 회사에서 보호 구역을 위한 토지를 구매하는 데 9천만 달러를 지출했다. 주요 목표 중 하나는 대왕소나무 숲을 복원하는 것으로, 이를 위해 그는 800만 그루의 대왕소나무 묘목을 이 땅에 심었다.
미국의 국립야생동물연맹의 2009년 연구에 따르면, 대왕소나무 숲은 기후 파괴로 인한 환경 변화에 특히 잘 적응할 것이라고 한다.
2023년, 버지니아주의 보존회복부에서 사우스 케이 샌드힐스 자연보호구역에서 수집한 구과로 번식시킨 묘목으로 덴드론 습지 자연보호구역에서 대왕소나무를 재도입하려는 계획을 발표했다.